# Fernando Aragón (guionista)
Fernando Aragón Betteo (Santiago, 4 de febrero de 1935 - Santiago, 21 de septiembre de 2015) fue un destacado guionista de telenovelas chilenas.

## Carrera
Escribe su primera telenovela Marta a las Ocho en Televisión Nacional de Chile en el año 1985, en compañía del también destacado guionista Arnaldo Madrid, con quien desde entonces escribió numerosas y exitosas teleseries, como Marrón Glacé, Iorana, Aquelarre y la exitosa Amores de mercado, que le mereció el Premio Altazor al mejor guion.
Además, formó parte del equipo de guionistas de películas como El Leyton y B-Happy.
En el año 2009, junto con Arnaldo Madrid, escriben una idea original para una presunta teleserie en TVN sobre la vida de Manuel Rodríguez, que contaría con la dirección de Vicente Sabatini, quien en ese entonces ejercía como Director de Programación del canal. La idea estaba lista para ser desarrollada, grabada y estrenada para el año 2010, como teleserie del bicentenario. Incluso, el canal estatal les había pedido a los guionista inscribir la idea en el Instituto de Propiedad Intelectual. Sin embargo, cuando el director decidió dejar el canal estatal tras ser abruptamente removido de su cargo y rechazar su regreso a la dirección de teleseries, llega a Chilevisión desarrollando de nuevo la idea con un equipo de guionistas. En tanto, en el canal estatal, deciden desechar el proyecto. Aragón, por su parte, llega a Chilevisión para asesorar el guion de la teleserie Manuel Rodríguez.

## Vida personal
Aragón era abiertamente gay y devoto católico. Al estar de visita en Chile en 1977 conoce gracias a amigos de juventud la actividad del grupo «Betania», mientras que en 1980 se radica definitivamente en el país y se convierte en integrante de la organización, que al año siguiente se convierte en el Movimiento Integración, destinado a agrupar a homosexuales y discutir sobre su realidad sin realizar activismo político.
Fue pareja del también guionista, Arnaldo Madrid, con quien escribió y conformó equipo de guiones de sus teleseries. 
Falleció el 21 de septiembre de 2015 a la edad de 80 años a causa de un paro cardiorrespiratorio. Sus restos fueron velados en la Parroquia Italiana ubicada en General Bustamente, de la comuna de Providencia, en Santiago.

## Créditos

### Telenovelas
| Año  | Trabajo                       | Función                   | Emisora             |
| ---- | ----------------------------- | ------------------------- | ------------------- |
| 1984 | La torre 10                   | guionista                 | Televisión Nacional |
| 1985 | Marta a las ocho              | autor principal           | Televisión Nacional |
| 1987 | Mi nombre es Lara             | adaptador y jefe de guion | Televisión Nacional |
| 1988 | Las dos caras del amor        | autor principal           | Televisión Nacional |
| 1989 | Teresa de Los Andes           | autor principal           | Televisión Nacional |
| 1990 | Mis mejores historias de amor | autor principal           | Televisión Nacional |
| 1993 | Marron glacé                  | adaptador y jefe de guion | Canal 13 (Chile)    |
| 1994 | Champaña                      | adaptador y jefe de guion | Canal 13 (Chile)    |
| 1994 | Top secret                    | adaptador y jefe de guion | Canal 13 (Chile)    |
| 1995 | El amor está de moda          | supervisor de texto       | Canal 13 (Chile)    |
| 1995 | Amor a domicilio              | supervisor de texto       | Canal 13 (Chile)    |
| 1996 | Marrón glacé, el regreso      | autor principal           | Canal 13 (Chile)    |
| 1996 | Adrenalina                    | supervisor de texto       | Canal 13 (Chile)    |
| 1997 | Eclipse de luna               | jefe de guion             | Canal 13 (Chile)    |
| 1997 | Playa salvaje                 | supervisor de texto       | Canal 13 (Chile)    |
| 1998 | Iorana                        | autor principal           | Televisión Nacional |
| 1999 | Aquelarre                     | jefe de guion             | Televisión Nacional |
| 2001 | Pampa Ilusión                 | supervisor de texto       | Televisión Nacional |
| 2001 | Amores de mercado             | autor principal           | Televisión Nacional |
| 2002 | Buen partido                  | supervisor de texto       | Canal 13 (Chile)    |
| 2006 | Charly tango                  | autor principal           | Canal 13 (Chile)    |
| 2010 | Manuel Rodríguez              | supervisor de texto       | Chilevisión         |